# Savage (Minnesota)
Savage ist eine Stadt (mit dem Status „City“) im Scott County im US-amerikanischen Bundesstaat Minnesota. Das U.S. Census Bureau hat bei der Volkszählung 2020 eine Einwohnerzahl von 32.465 ermittelt.
Savage ist Bestandteil der Metropolregion Minneapolis–Saint Paul.

## Geografie
Savage liegt im südlichen Vorortbereich von Minneapolis auf 44°47′00″ nördlicher Breite und 93°20′00″ westlicher Länge und erstreckt sich über 42,61 km², die sich auf 40,48 km² Land- und 2,13 km² Wasserfläche verteilen. Der Ort liegt am südlichen Ufer des Minnesota River, einem rechten Nebenfluss des Mississippi.
Benachbarte Orte von Savage sind Bloomington (am gegenüberliegenden Ufer des Minnesota River), Burnsville (an der östlichen Stadtgrenze), Apple Valley (13,4 km südöstlich), Prior Lake (12,2 km südwestlich) und Shakopee (16 km westlich).
Das Stadtzentrum von Minneapolis liegt 31,9 km nördlich; das Zentrum von Saint Paul, der Hauptstadt von Minnesota, befindet sich 36,8 km nordöstlich.

## Verkehr
Östlich von Savage verläuft die Interstate 35, die die kürzeste Verbindung von Minneapolis nach Des Moines in Iowa bildet. Nordwestlich des Stadtgebiets von Savage verläuft der vierspurig ausgebaute U.S. Highway 169. Durch das Stadtgebiet führt in nordost-südwestlicher Richtung die Minnesota State Route Route 13. Bei allen weiteren Straßen handelt es sich um innerstädtische Verbindungsstraßen.
Parallel zum Minnesota River verläuft durch die nördlichen Stadtteile von Savage eine Eisenbahnlinie der Union Pacific Railroad.
Der nächstgelegene Flughafen ist der 24,7 km nordöstlich gelegene Minneapolis-Saint Paul International Airport.

## Demografische Daten
Nach der Volkszählung im Jahr 2010 lebten in Savage 26.911 Menschen in 8897 Haushalten. Die Bevölkerungsdichte betrug 664,8 Einwohner pro Quadratkilometer. In den 8897 Haushalten lebten statistisch je 3,02 Personen.
Ethnisch betrachtet setzte sich die Bevölkerung zusammen aus 82,6 Prozent Weißen, 4,3 Prozent Afroamerikanern, 0,4 Prozent amerikanischen Ureinwohnern, 8,4 Prozent Asiaten, 0,3 Prozent Polynesiern sowie aus anderen ethnischen Gruppen; 2,6 Prozent stammten von zwei oder mehr Ethnien ab. Unabhängig von der ethnischen Zugehörigkeit waren 3,4 Prozent der Bevölkerung spanischer oder lateinamerikanischer Abstammung.
31,5 Prozent der Bevölkerung waren unter 18 Jahre alt, 63,0 Prozent waren zwischen 18 und 64 und 5,5 Prozent waren 65 Jahre oder älter. 49,9 Prozent der Bevölkerung war weiblich.

Das mittlere jährliche Einkommen eines Haushalts lag bei 91.361 USD. Das Pro-Kopf-Einkommen betrug 35.086 USD. 3,8 Prozent der Einwohner lebten unterhalb der Armutsgrenze.